# 6153 Hershey
6153 Hershey è un asteroide della fascia principale. Scoperto nel 1990, presenta un'orbita caratterizzata da un semiasse maggiore pari a 2,8395974 UA e da un'eccentricità di 0,2806049, inclinata di 17,38771° rispetto all'eclittica.